# Culinária do Butão

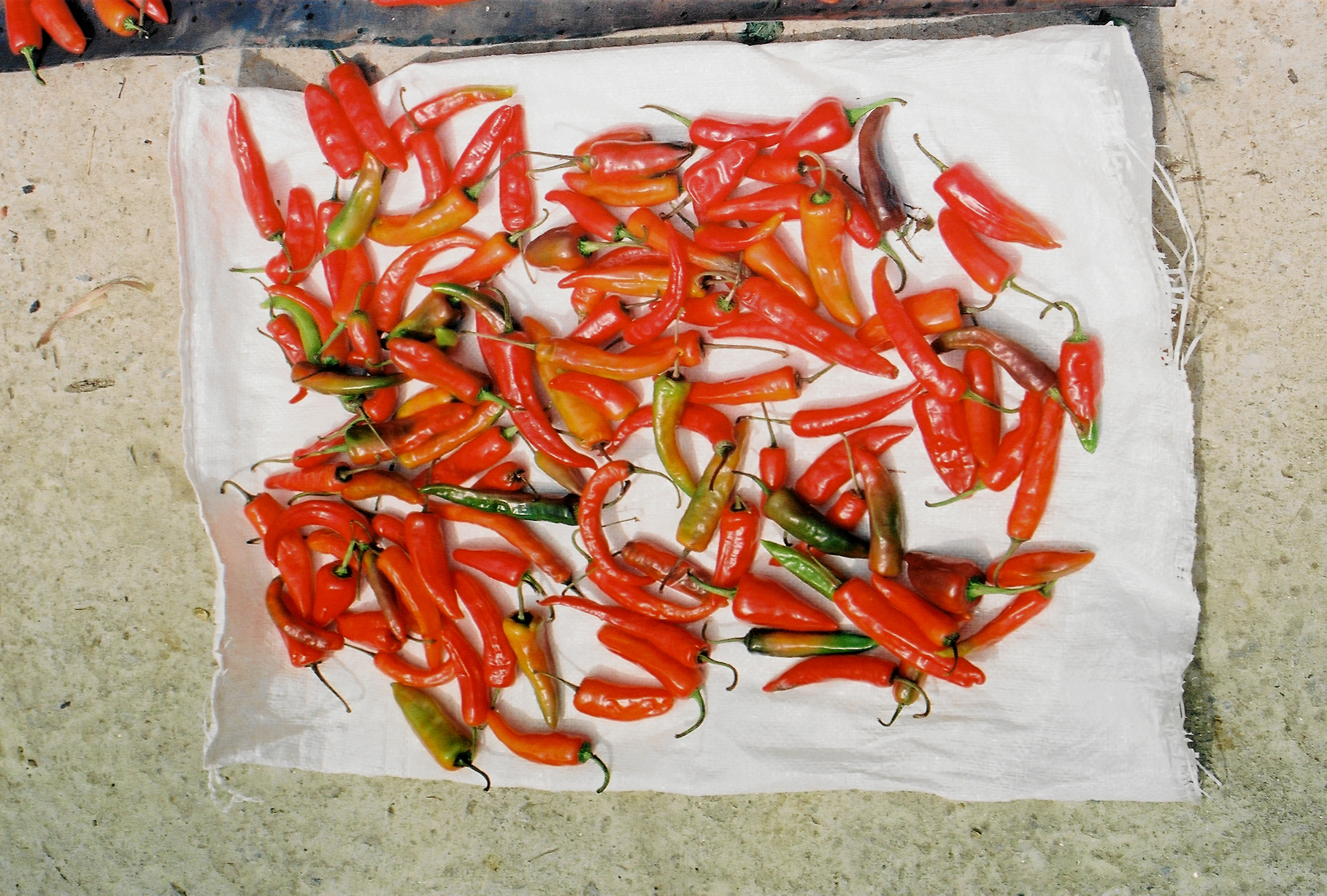
Pimentas num Mercado de Rua do Butão

A Culinária do Butão (Dzongkha: འབྲུག་ཟས་; Wylie: brug-zas) é um tipo de culinária da Ásia, sendo muito popular no Butão. É marcada pelo uso de pimenta, arroz vermelho e batata e pela grande influência que recebeu da Culinária indiana.

## Pratos Quentes

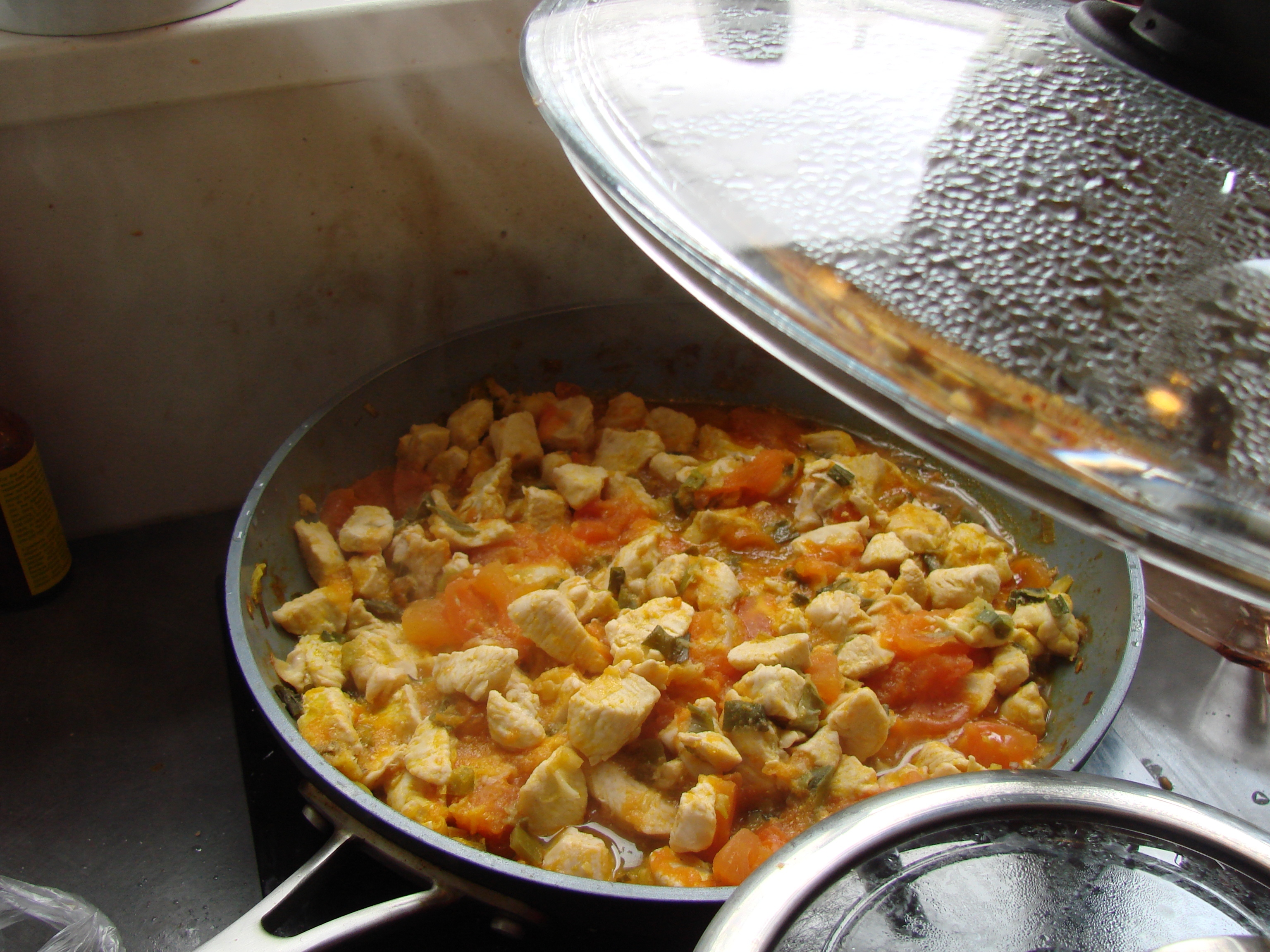
Jasha Maru

O arroz vermelho é muito popular no país, adquirindo uma cor rosada e uma consistência leve e pegajosa durante o preparo.
Também são apreciados no Butão os pratos com carne, principalmente de frango, de boi e de porco. Entre eles estão o Jasha Maru, um prato de frango apimentado geralmente acompanhado de arroz e de tomates; os Paas, pratos com carne-seca como o Sikam Paa (com carne de porco) e o Shakam Paa (com carne de boi), sendo que o primeiro é uma variante do Paksha Paa, prato com pimenta, carne suína (mas não seca), nabo, rabanete, espinafre e Datshi (queijo); o Momo, bolinho com carne de porco ou de boi (podendo conter repolho e queijo) comido em ocasiões festivas; e o Goep, prato de tripas com pimenta.

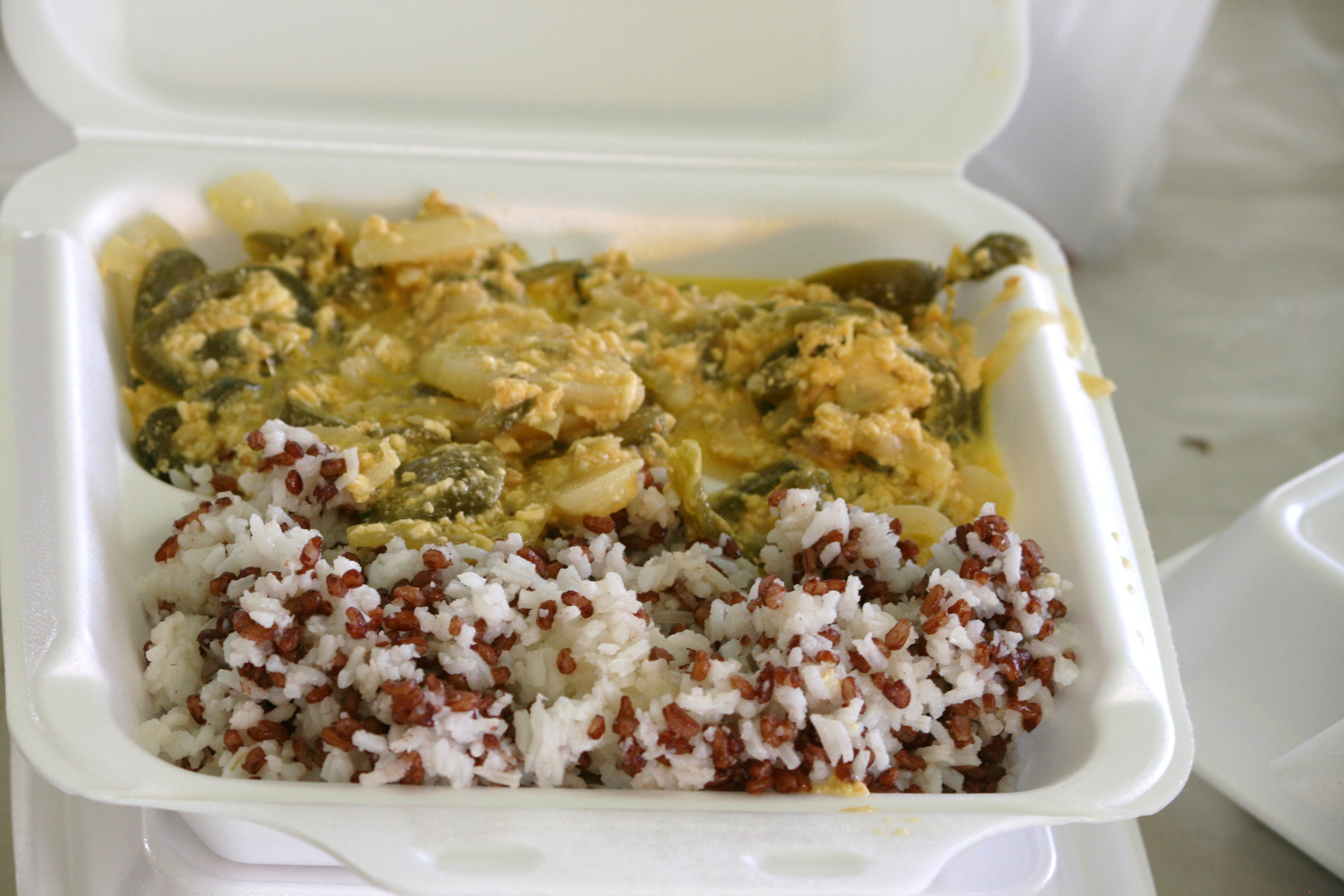
Ema datshi com Jasha Thoem (acima) e arroz (abaixo).

O curry (chamado de Thoem), também é utilizado em muitas iguarias como o Jasha Thoem, prato de frango com curry, e as batatas ao curry, fruto da influência indiana.
Há também o Ema Datshi, prato considerado como a iguaria nacional do Butão e feito com queijo Datshi e pimentas.
Embutidos de carne e queijo e sanduíches (frios ou quentes) não são muito populares no país, podendo apenas ser encontrados em algumas poucas lanchonetes turísticas.

## Pratos Frios
A pimenta é muito apreciada como ingrediente (é incomum o uso como tempero), principalmente para pratos frios, podendo ser frita, assada ou cozida. 
A semente de Areca, palmeira que cresce no Butão, é mascada pelos habitantes locais e deixa os dentes com uma cor alaranjada.

## Doces
O consumo de doces não é comum no Butão. A semente de Areca e o chá suja, por possuírem um sabor adocicado, são os elementos da culinária butanesa que mais se assemelham aos doces.

## Bebidas
Há o consumo do suja, um chá feito com água, leite e manteiga; e do Ara, um vinho de arroz. Embora não seja muito apreciada, a cerveja é uma das bebidas produzidas no país. Também é possível encontrar uísque escocês e vinhos australianos em Timbu e Paro.